# 喀拉铁热克河
喀拉铁热克河，位于中华人民共和国新疆维吾尔自治区克孜勒苏柯尔克孜自治州乌恰县西部的一条河流，是克孜勒苏河左岸支流。上游水系呈扇状分布，由分别发源于且克拉岭山脊的穆兹别离山口、库鲁姆杜山口、库曲克勃勒山口的铁克塔什河、库鲁姆杜河和塔尔特库里河（主源）在卡特硝若村下游汇集而成，汇合口以下即为“喀拉铁热克河”。干流自汇合口向西南流12千米后转向南流，约6千米后转东南流，经吉根乡，于萨喀勒恰提村西北汇入克孜勒苏河。河流全长40千米，流域面积780平方千米，年均径流量约1.78亿立方米。